# حزب الإصلاح (إسبانيا)
حزب الإصلاح هو حزب سياسي إسباني له اديولوجية جمهورياتية والعلمانية والمناهضة للزعامات المحلية، أسسها ميلكياديس الفاريز سنة 1912 على الرغم من أنه قدمها رسميا بعدها بسنة عندما ألقى خطاباً في فندق القصر في مدريد يوم 23 أكتوبر 1913. حيث دافع فيها عن الحاجة إلى إجراء إصلاح عميق لدستور 1876 لتحقيق نظام سياسي ديمقراطي للبلاد.

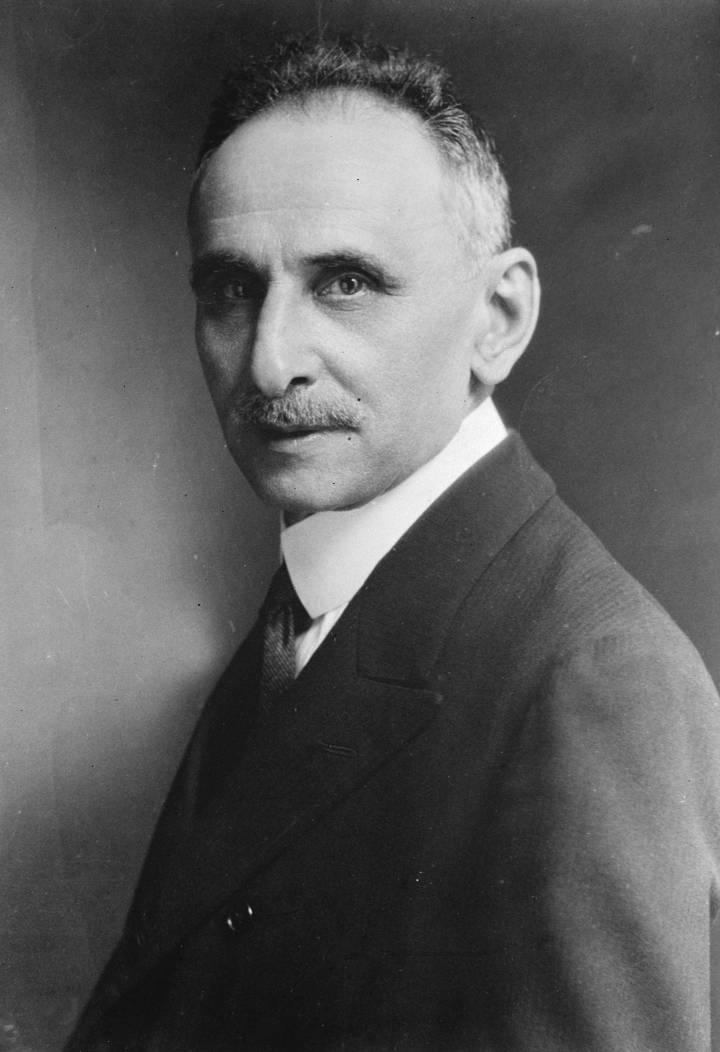
ميلكياديس الفاريز مؤسس وزعيم حزب الإصلاح.

## التاريخ
قام حزب الإصلاح في البداية بإضفاء الطابع العسكري على شخصيات مهمة من المثقفين الأسبان في ذلك الوقت مثل مانويل أثانيا وخوسيه أورتيجا إي جاسيت وأميريكو كاسترو وبينيتو بيريث جالدوس وغيرهم كثير.
لم تطمح الإصلاحات إلى إعادة إنشاء الليبرالية لجعلها حقيقية ضد الممارسات الفاسدة التي رعتها الطبقة السياسية القديمة. بالبداية فإنه كان حزبا علمانيا عاديًا، وفي برنامجه سنة 1912 دافع بالفعل عن تعديل المادة 11 من الدستور التي أعلنت بكاثوليكية دين الدولة.
وظل محايدا فيما يتعلق بشكل الحكومة: كان هناك دائما إمكانية للدفاع عن الدستور الجمهوري، ولكن كان هدفه المباشر هو أن يعترف الملك بأنه «خاضع لرأي الأمة» أي أنه لا يتدخل في الحياة البرلمانية.
كانت أكبر قاعدة انتخابية للحزب الإصلاحي تقع في أستورياس حيث أصبح لديها العديد من الأعضاء موجودين في المؤسسات المحلية والإقليمية.

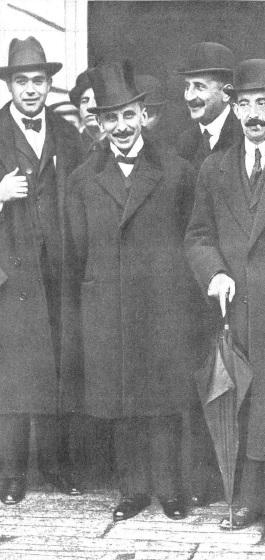
ألفاريز مغادرا القصر بعد إيفاده إلى الملك في أعقاب أزمة الحكومة في ديسمبر 1915.

بعد فشل اجتماع جمعية البرلمانيين ببرشلونة في يوليو 1917 أعد الحزب برنامجه في الجمعية المنعقدة يومي 29 و 30 نوفمبر و 1 ديسمبر 1918، في انتظار أن يدعو الملك ألفونسو الثالث عشر إلى تشكيل حكومة تدعو إلى انعقاد الكورتيس كي يتولى إصلاح دستور 1876. من بين النقاط غير قابلة للتفاوض مع الحزب هو وفقا لحزب الإصلاح، الاعتراف بالسيادة الوطنية (إنهاء «السيادة المشتركة» للملك والبرلمان) مع مايترتب على كبت بعض سلطات التاج وإصلاح مجلس الشيوخ (إنهاء تعيين الملك المباشر لأعضائه)، والاعتراف بالحقوق والحريات وإصلاح هيكل الدولة يسمح باستقلال البلديات والمناطق. ومع ذلك فإن الملك لم يدعهم لتشكيل الحكومة وعاد إلى نظام تداول السلطة فطلب من الكونت رومانونس ليكون رئيسا لوزراء.
عندما بدأت أزمة الحكم تتضح بازدياد في نهاية 1922 انضم أحد الأعضاء في حزب الإصلاح وهو خوسيه مانويل بيدريجال إلى حكومة الليبرالي مانويل غارسيا برييتو حاملا معه على جدول أعمال الحكومة الإصلاحات الدستورية بما فيها المادة 11 (بالرغم من عدم إعلان الفصل بين الكنيسة والدولة) في محاولة لحل «المشكلة الدينية الكهنوتية» (كما أسماها أحد المعلقين في ذاك الوقت) -تولى ملكياديس الفاريز رئاسة مجلس النواب بعد الانتخابات الإسبانية العامة 1923 التي جرت في أبريل-. ولكن سرعان ماتبين أن العقبات التقليدية (التاج والجيش والكنيسة) جعلت تنفيذ الإصلاح يراوح مكانه، ويكفي أن احتجاج الكاردينال والسفير البابوي أدى إلى سحب التغيير المقترح على المادة 11. وبالنهاية أتت ديكتاتورية بريمو دي ريفيرا في سبتمبر 1923 لوضع حداً لأي مبادرة إصلاح جديدة.
بعد الانقلاب رحل عن الحزب أبرز الأعضاء مثل أدولفو غونزاليس بوسادا ولويس دي زولويتا وغوستافو بيتالوغا وإنريكي دي ميسا وخوسيه جيرال ورامون بيريث دى أيالا ومانويل أثانيا، مم أجبر ميلكياديس ألفاريز على حل الحزب سنة 1924. هؤلاء الذين تركوه «تخلوا عن الهدف الإصلاحي المتمثل في تحقيق الديمقراطية في ظل النظام الملكي» كما قال مانويل أثانيا في بيان المناشدة للجمهورية الذي تم الإعلان عنه في مايو 1924. وحلت الديكتاتورية الحزب بمرسوم في 2 مايو 1924.
بعد إعلان الجمهورية الثانية في 1931 أعاد ميلكياديس ألفاريز بناء الحزب تحت اسم الحزب الجمهوري الديمقراطي الليبرالي.

## نتائج الانتخابات
| انتخابات               | # المقاعدة الحائزة | +/–  | ملاحظات             |
| ---------------------- | ------------------ | ---- | ------------------- |
| الانتخابات العامة 1914 | 11 / 408           | ▲ 11 |                     |
| الانتخابات العامة 1916 | 12 / 409           | ▲ 11 |                     |
| الانتخابات العامة 1918 | 9 / 409            | ▼ 3  | ضمن "تحالف اليسار". |
| الانتخابات العامة 1919 | 6 / 409            | ▼ 3  |                     |
| الانتخابات العامة 1920 | 9 / 437            | ▲ 3  |                     |
| الانتخابات العامة 1923 | 18 / 437           | ▲ 9  |                     |